# کارلوس ایتورراسپ
کارلوس ایتورراسپ (انگلیسی: Carlos Iturraspe; ۱۰ ژوئن ۱۹۱۰ – ۱۰ اوت ۱۹۸۱) بازیکن فوتبال اهل اسپانیا بود.
از باشگاه‌هایی که در آن بازی کرده‌است می‌توان به باشگاه فوتبال رئال بتیس، باشگاه فوتبال لوانته، باشگاه فوتبال بارسلونا، و باشگاه فوتبال والنسیا اشاره کرد.